# Klicsó

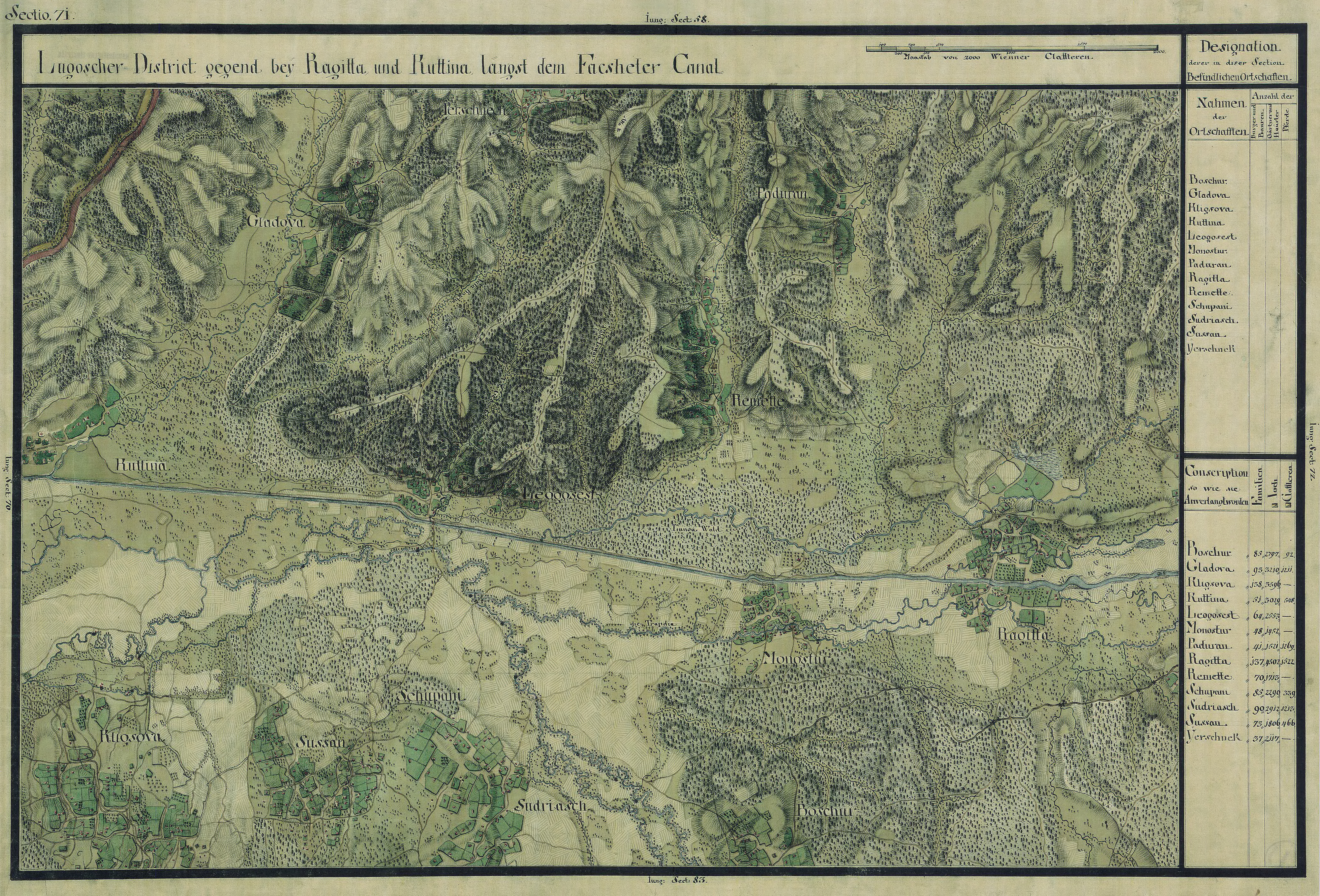
Klicsó egy régi térképen

Klicsó (Cliciova), település Romániában, a Bánságban, Temes megyében.

## Fekvése
Lugostól északkeletre, Nőrincse és Bégaszuszány között fekvő település.

## Története
Klicsó nevét 1453-1454-ben említette először oklevél Clechowa néven. 1454-ben Clewchowa Zsupánhoz tartozott, ma is annak tőszomszédja. 1539-ben Klychowa, 1598-ban Klechowa,, 1717-ben Klisko, 1808-ban Klicsova, Klishova néven írták.
1851-ben Fényes Elek írta a településről: „Krassó vármegyében, 880 óhitű lakossal és óhitű paroch. templommal. Határa 4104 hold. Földe          hegyes-völgyes, s nem igen termékeny. Bírja a Kamara.”
1910-ben 1045 lakosából 961 román, 30 magyar, 42 cigány volt. Ebből 993 görögkeleti ortodox, 23 római katolikus, 14 görögkatolikus volt.
A trianoni békeszerződés előtt Krassó-Szörény vármegye Bégai járásához tartozott.

## Híres emberek
- Hanák János zoológus itt van eltemetve a településen.
- Itt született Gheorghe Petrovici (1862-1927) teológus, történész, a Román Akadémia levelező tagja.